# Pseudorapisma
Pseudorapisma – wymarły rodzaj sieciarek z rodziny Parakseneuridae. Znany z jury środkowej. Jego skamieniałości znajdowane się na terenie Chin.
Owady te miały podługowate przednie skrzydła o długości od 50 do 70 mm, cechujące się dużą płytką barkową. W użyłkowaniu obu par skrzydeł zaznaczały się odseparowane w częściach wierzchołkowych żyłki tylna subkostalna i przednia radialna. W skrzydle tylnym przednia żyłka kubitalna była grzebykowato rozgałęziona w części znaczniej bardziej dosiebnej niż miejsce rozgałęzienia tylnej żyłki medialnej.
Rodzaj i wszystkie znane gatunki opisali w 2012 roku Yang Qiang, Władimir Makarkin i Ren Dong. Należą tu:
- †Pseudorapisma angustipenne Yang, Makarkin et Ren, 2012 – opisany na podstawie skamieniałości odnalezionej w Daohugou, na terenie chińskiej Mongolii Wewnętrznej. Miał przednie skrzydło długości około 67 mm i szerokości około 20 mm. Od P. jurassicum wyróżniał się gęściej rozmieszczonymi żyłkami poprzecznymi, zwłaszcza pomiędzy falistą przednią żyłką kubitalną a tylnymi odgałęzieniami tylnej żyłki radialnej[1].
- †Pseudorapisma jurassicum Yang, Makarkin et Ren, 2012 – opisany na podstawie skamieniałości odnalezionej w Daohugou, na terenie Mongolii Wewnętrznej. Miał tylne skrzydło długości około 58 mm i szerokości około 20 mm. Od P. maculatum wyróżniał się prostą krawędzią kostalną i brakiem plamek w polu kubitalnym[1].
- †Pseudorapisma maculatum Yang, Makarkin et Ren, 2012 – opisany na podstawie skamieniałości odnalezionej w Daohugou, na terenie Mongolii Wewnętrznej. Miał tylne skrzydło długości około 55 mm i szerokości około 20 mm. Od P. jurassicum wyróżniał się wypukłą krawędzią kostalną i kilkoma drobnymi plamkami w polu kubitalnym[1].